# Municipio de Marcy
El municipio de Marcy (en inglés: Marcy Township) es un municipio ubicado en el condado de Boone en el estado estadounidense de Iowa. En el año 2010 tenía una población de 1259 habitantes y una densidad poblacional de 11,53 personas por km².

## Geografía
El municipio de Marcy se encuentra ubicado en las coordenadas 41°59′11″N 93°58′46″O / 41.98639, -93.97944. Según la Oficina del Censo de los Estados Unidos, el municipio tiene una superficie total de 109.21 km², de la cual 108,63 km² corresponden a tierra firme y (0,53 %) 0,58 km² es agua.

## Demografía
Según el censo de 2010, había 1259 personas residiendo en el municipio de Marcy. La densidad de población era de 11,53 hab./km². De los 1259 habitantes, el municipio de Marcy estaba compuesto por el 98,25 % blancos, el 0,08 % eran afroamericanos, el 0,48 % eran amerindios, el 0,24 % eran asiáticos, el 0,4 % eran de otras razas y el 0,56 % eran de una mezcla de razas. Del total de la población el 1,19 % eran hispanos o latinos de cualquier raza.